# Kyonan
Kyonan (鋸南町 Kyonan-machi?) es un pueblo localizado en la prefectura de Chiba, Japón. En octubre de 2018 tenía una población de 7.561 habitantes y una densidad de población de 167 personas por km². Su área total es de 45,19 km².

## Geografía

### Municipios circundantes
- Prefectura de Chiba
  - Futtsu
  - Kamogawa
  - Minamibōsō

## Demografía
Según datos del censo japonés, la población de Kyonan ha disminuido en los últimos años.
| Año del censo | Población |
| ------------- | --------- |
| 1995          | 11.071    |
| 2000          | 10.521    |
| 2005          | 9.778     |
| 2010          | 8.950     |
| 2015          | 8.022     |